# Bataille d'An Lão
Guerre du Viêt Nam
Batailles
La bataille d'An Lão était une bataille de la guerre du Viêt Nam qui a eu lieu dans le district d'An Lão, à un peu plus de 480 km au nord-est de Saigon, entre le 7 et le 9 décembre 1964.

## Opération
Le Việt Cộng a capturé le quartier général du district après une attaque surprise tôt le matin avec ses escouades forçant les clôtures et réduisant au silence les mitrailleuses de l'armée de la République du Vietnam aux lance-grenades. Une deuxième vague d'attaquants a infiltré la base et en a finalement pris le contrôle. La Việt Cộng a réussi à repousser à maintes reprises un grand nombre de contre-attaques des troupes armées de la République du Vietnam, qui se sont précipitées en jeep et en véhicules de transport de troupes blindés M113. Les troupes de l'armée de la République du Vietnam n'ont repris le contrôle du quartier général du district qu'après l'aide des hélicoptères américains. La bataille a fait environ 300 victimes dans l'armée de la République du Vietnam, 2 morts américains et forcé jusqu'à 7 000 villageois à abandonner leurs maisons.

## Conséquences
La force d'attaque du Việt Cộng dans le nord de la province de Bình Định a indiqué un changement de tactique du Việt Cộng, qui était prêt à passer des actions de guérilla à petite échelle à la guerre mobile.